# Ealhswith
Ealhswith of Ealswitha (Mercia, ca. 852 – 5 december 905) was de dochter van een adellijk persoon uit het koninkrijk Mercia, Æthelred Mucil, ealdorman van de Gaini, en diens vrouw Eadburh. Zij was via haar moeder gerelateerd aan het koninklijk huis van Mercia.
Zij trouwde in 868 met Alfred de Grote. Dit was voordat hij koning van Wessex werd. In overeenstemming met het negende-eeuwse  West-Saksische gebruik, kreeg zij niet de titel van koningin.

## Na de dood van Alfred
Na Alfreds dood in 899 werd Ealhswith een non. Zij stierf op 5 december 905 en ligt begraven in de abdij van Sint Mary, Winchester, Hampshire.

## Kinderen
De kinderen van Alfred en Ealhswith waren onder anderen:
- Æthelflæd (ca. 869–912), Vrouwe der Mercianen. In 889 getrouwd met Æthelred, ealdorman van Mercia.
- Eadmund, Asser noemt Eadmund als een zoon van Alfred
- Eduard de Oudere (circa 872–924), koning van Wessex
- Elfreda, De book of Hydes noemt Elfreda als een dochter. Zij wordt niet door Asser genoemd
- Æthelgifu (?–896) non in de abdij van Shaftesbury, Dorset, in 888 gekozen tot abdis
- Ælfthryth (877–929) getrouwd met Boudewijn II, graaf van Vlaanderen
- Æthelweard (Ethelward de Atheling) (880–920)

## Voetnoten
1. 1 2  (en)  Giles, J.A. (vert.) (2000) Asser, Annalen van het Rijk van Alfred de Grote (In parentheses Publications, Cambridge, Ontario), blz. 11, via Medieval Lands Medieval Lands. Gearchiveerd op 26 juni 2023.
2. ↑  Assers, Life of King Alfred, blz. 77, in Simon Keynes en Michael Lapidge eds., Alfred the Great: Asser's Life of King Alfred and Other Contemporary Sources, Penguin, 1983
3. ↑  (en)  Keynes & Lapidge eds., op. cit., blz. 71, 235-236.
4. ↑  (en)  Anglo-Saxon Chronicle, A, 905 [904], C, 902 en D, 905. Online versie: